# 북판교 요금소

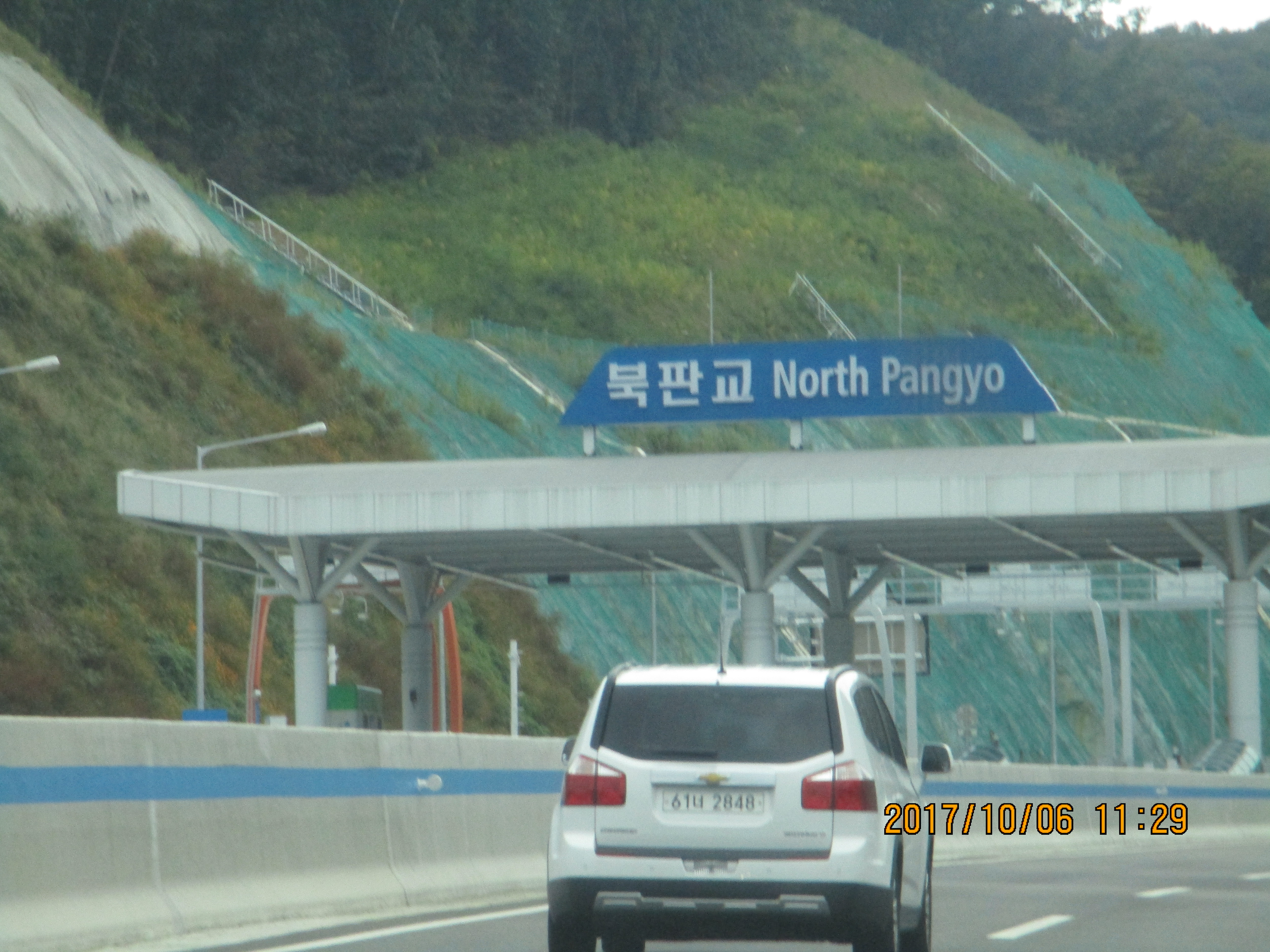
북판교 톨게이트.

북판교 요금소(北板橋料金所, N.Pangyo TG)는 경기도 성남시 수정구 제2경인고속도로 44 (금토동)에 위치한 제2경인고속도로 본선 상의 요금소이다. 북청계 나들목에서 동쪽으로 약 6.5km, 동판교 나들목에서 서쪽으로 약 2.7km 떨어져 있다. 건설 당시 가칭은 금토 요금소였다.
2017년 9월 27일 제2경인고속도로 안양 ~ 성남 구간이 개통되면서 영업을 개시하였으며, 관리는 제2경인연결고속도로 북판교영업소에서 하고 있다.

## 연혁
- 2014년 12월 2일 : 2017년 5월 30일까지 금토 요금소 인근 진입도로 신설을 위해 경기도 안양시 만안구 석수동 ~ 성남시 중원구 여수동 21.921km 구간 도로구역 변경[1]
- 2017년 9월 27일 : 제2경인고속도로 안양 ~ 성남 구간 개통과 함께 영업 개시[2]